# انتخابات ریاست‌جمهوری ایرلند (۲۰۱۸)
انتخابات ریاست‌جمهوری ایرلند (۲۰۱۸) روز جمعه ۲۶ اکتبر برگزار گردید و مایکل دی هیگینز بار دیگر به ریاست جمهوری ایرلند برگزیده شد. این رئیس‌جمهور ۷۷ ساله که در سال ۲۰۱۱ انتخاب شد با کسب ۵۶ درصد کل آرا و شکست پنج رقیب انتخاباتی خود، برای بار دوم برنده انتخابات شد. از انتخابات ۱۹۶۶ برای اولین بار است که یک رئیس‌جمهور دو دوره انتخاب می‌شود.
هیگینز وزیر چپ‌گرا فرهنگ و هنر پیشین ایرلند بین سالهای ۱۹۹۳ تا ۱۹۹۷ بود. رئیس‌جمهور که رئیس دولت است برای یک دوره ۷ ساله انتخاب می‌شود و می‌تواند برای دو دوره پیوسته نیز انتخاب گردد.

## روش
انتخابات ریاست جمهوری مطابق با ماده ۱۲ قانون اساسی و قانون انتخابات ریاست جمهوری ۱۹۹۳ برگزار می‌شود. دستور برگزاری انتخابات از جمله تعیین تاریخ انتخابات توسط وزیر مسکن، برنامه‌ریزی و دولت محلی اعلام می‌شود.
برای برگزاری انتخابات ریاست‌جمهوری، نامزدها باید:
- شهروند ایرلند باشند
- حداقل ۳۵ سال داشته باشد

توسط این افراد نامزد شده باشند:
- - دستکم بیست نفر از ۲۱۸ نمایندهٔ پارلمان ایرلند، یا
  - دستکم چهار نفر از ۳۱ نماینده شوراهای شهرستان یا شهر، یا
  - توسط خودش، به شرطی که رئیس‌جمهور فعلی باشد یا پیش از این یک بار انتخاب شده باشد.